# Dahlem-Dorf (metropolitana di Berlino)
La stazione di Dahlem-Dorf (letteralmente: «villaggio di Dahlem») è una stazione della metropolitana di Berlino, sulla linea U3. È posta sotto tutela monumentale (Denkmalschutz).